# 827 v.Chr.
Het jaar 827 v.Chr. is een jaartal volgens de christelijke jaartelling.

## Gebeurtenissen

### Mesopotamië
- In Assyrië begint Assur-dan-apal een burgeroorlog tegen zijn vader, Salmanasser III. Het einde van deze burgeroorlog situeert zich rond 820 v.Chr.